# Marcos Rivas
Marcos Rivas (Città del Messico, 25 novembre 1947 – Victoria de Durango, 19 aprile 2024) è stato un calciatore messicano, di ruolo centrocampista.

## Carriera
Con la Nazionale messicana prese parte ai Mondiali 1970.